# Вінфолл (Північна Кароліна)
Вінфолл (англ. Winfall) — місто (англ. town) в США, в окрузі Перквіманс штату Північна Кароліна. Населення — 555 осіб (2020).

## Географія
Вінфолл розташований за координатами 36°12′42″ пн. ш. 76°27′24″ зх. д. / 36.21167° пн. ш. 76.45667° зх. д. (36.211603, -76.456674).  За даними Бюро перепису населення США в 2010 році місто мало площу 5,94 км², з яких 5,91 км² — суходіл та 0,02 км² — водойми.

## Демографія
Згідно з переписом 2010 року, у місті мешкали 594 особи в 246 домогосподарствах у складі 163 родин. Густота населення становила 100 осіб/км².  Було 302 помешкання (51/км²).
Расовий склад населення:
| - 57,2 % — білих - 40,1 % — чорних або афроамериканців - 0,8 % — азіатів - 0,3 % — корінних американців |

До двох чи більше рас належало 1,0 %. Частка іспаномовних становила 2,0 % від усіх жителів.
За віковим діапазоном населення розподілялося таким чином: 22,9 % — особи молодші 18 років, 55,4 % — особи у віці 18—64 років, 21,7 % — особи у віці 65 років та старші. Медіана віку мешканця становила 44,0 року. На 100 осіб жіночої статі у місті припадало 87,4 чоловіків;  на 100 жінок у віці від 18 років та старших — 81,0 чоловіків також старших 18 років.
Середній дохід на одне домашнє господарство  становив 58 961 долар США (медіана — 38 295), а середній дохід на одну сім'ю — 71 463 долари (медіана — 49 167). Медіана доходів становила 36 917 доларів для чоловіків та 30 833 долари для жінок. За межею бідності перебувало 31,4 % осіб, у тому числі 46,6 % дітей у віці до 18 років та 9,8 % осіб у віці 65 років та старших.
Цивільне працевлаштоване населення становило 242 особи. Основні галузі зайнятості: освіта, охорона здоров'я та соціальна допомога — 30,2 %, роздрібна торгівля — 13,6 %, сільське господарство, лісництво, риболовля — 12,4 %.